# Lionel N.O.
Lionel N.O., kallad Lionel, född 31 maj 2010 i Tønsberg i Vestfold fylke, är en norsk varmblodig travhäst. Han tränas av Göran Antonsen, som också är hans ägare och uppfödare. Tidigare tränades han av Fabrice Souloy (2015–2016) och Daniel Redén (2016–2018).
Lionel började tävla 2013. Han har till augusti 2019 sprungit in 17 miljoner kronor på 81 starter varav 25 segrar, 14 andraplatser och 7 tredjeplatser. Han har tagit karriärens hittills största segrar i Prix de Paris (2016) och Olympiatravet (2017).
Bland hans andra stora segrar räknas Prix d'Été (2015), Prix de Provence (2015), Prix Ténor de Baune (2015), Prix Doynel de Saint-Quentin (2015), Prix de l'Atlantique (2016) och ett försök av Elitloppet (2018). Han har även kommit på andraplats i Prix du Bourbonnais (2016), Oslo Grand Prix (2017) och International Trot (2018), samt på tredjeplats i Prix d'Amérique (2017).

## Karriär
Lionel inledde karriären i Norge, där han tränades av sin ägare och kusk Göran Antonsen. Han gjorde sin första start den 25 juni 2013 i ett lopp på Momarken Travbane där han kom tvåa. Första segern kom i karriärens andra start den 3 juli 2013 på Kongsvinger Travbane. Han tog sin första större seger i HKH Kronprins Haakons Pokalløp den 14 juni 2014. Den 7 september 2014 startade han i finalen av Norskt Travderby, där han kom femma.
Inför säsongen 2015 flyttades han till tränare Fabrice Souloy i Frankrike, där han kom att få sitt stora genombrott. Han segrade i 9 av 15 starter under 2015, däribland i stora lopp som Prix d'Été, Prix de Provence och Prix Ténor de Baune. Framgångarna fortsatte även 2016, med segrar i bland annat Prix de Paris och Prix de l'Atlantique. Efter att Souloy varit inblandad i en uppmärksammad dopningskandal under hösten 2016, då han blivit fälld för att ha dopat hästar (även Lionel) med kobolt, flyttades han från Souloy till den svenske tränaren Daniel Redén. Första segern hos Redén kom i Olympiatravets final den 29 april 2017 på Åbytravet. Våren 2019 tog ägare Göran Antonsen hem honom till sin egen träning igen.

### Prix d'Amérique
Han har deltagit i världens största travlopp Prix d'Amérique på Vincennesbanan i Paris tre år i rad (2017, 2018 och 2019). Han tog sin bästa placering 2017 då han slutade på tredjeplats.

### Elitloppet
Han deltog i 2018 års upplaga av Elitloppet den 27 maj på Solvalla. Han bjöds in till loppet den 16 maj 2018. Han startade i det omtalade första försöksloppet – ett lopp som försenades med 15 minuter efter problematik med omstarter. I det lopp som senare gick iväg segrade Lionel, och han tog sig därmed vidare till final. I finalen slutade han på femteplats.